# DREAM 〜TOMOMI KAHARA CONCERT 2013〜
『DREAM 〜TOMOMI KAHARA CONCERT 2013〜』（ドリーム トモミ カハラ コンサート 2013）は、華原朋美の2013年に開催した7年ぶりとなった単独ライブ、および追加公演の模様を収録したライブDVD。2014年3月12日にユニバーサルJより、カバーアルバム『MEMORIES -Kahara Covers-』と同時発売された。

## 概要
2012年12月の復帰以降、初の単独ライブとなり、2006年9月23日にハーモニーホール座間で開催した単発ライブ以降、実に7年ぶりの公演となった。
セットリストは『DREAM -Self Cover Best-』の収録曲を中心に、ライブ開催にあたってファンからリクエストの多かった楽曲で構成。『DREAM』のプレミアム・エディション盤に追加収録された「アメイジング・グレイス」も披露された。前半はバラード曲を中心に、デビューから復帰するまでの道のりをナレーションで挟み、ナレーションの最後は感謝の言葉で締め、『華』を力強く歌唱。途中『storytelling』のインストにのせてダンスパフォーマンスを披露。後半はスタンディング形式のアップテンポ曲を中心に構成されている。
同年3月19日には、配信限定のデジタル・ライブ・アルバムもリリースされた。

### 日程
- 2013年11月14日（木）青山劇場
- 2013年11月15日（金）青山劇場
- 2013年11月25日（月）NHKホール - 追加公演

### 参加ミュージシャン
- 武部聡志（ミュージックディレクター、キーボード）
- 河村吉宏（ドラム）
- 川崎哲平（ベース）
- 佐藤大剛（ギター）
- 高慶卓史（ギター）
- 清水俊也（キーボード）
- 若森さちこ（パーカッション）

ダンサー
- Yurika
- SAKURA
- Hiromi
- KAZUYA

## 収録曲
| Opening                                         |
| 夢やぶれて -I DREAMED A DREAM-                  |
| Naration #1                                     |
| あなたがいれば                                  |
| Naration #2                                     |
| here we are                                     |
| Naration #3                                     |
| YOU DON'T GIVE UP                               |
| Naration #4                                     |
| LOVE BRACE                                      |
| Naration #5                                     |
| 華                                              |
| MC #1                                           |
| たのしく たのしく やさしくね                    |
| アメイジング・グレイス                          |
| Dance Performance "storytelling (Instrumental)" |
| save your dream                                 |
| Hate tell a lie                                 |
| summer visit                                    |
| Every morning                                   |
| keep yourself alive                             |
| MC #2                                           |
| I BELIEVE                                       |
| LOVE IS ALL MUSIC                               |
| tumblin' dice                                   |
| Dancer Introduction                             |
| MC #3                                           |
| I'm proud                                       |
| Ending                                          |

特典映像
DREAM 〜TOMOMI KAHARA CONCERT 2013〜 ドキュメンタリー・フィルム